# Siegrid Westphal

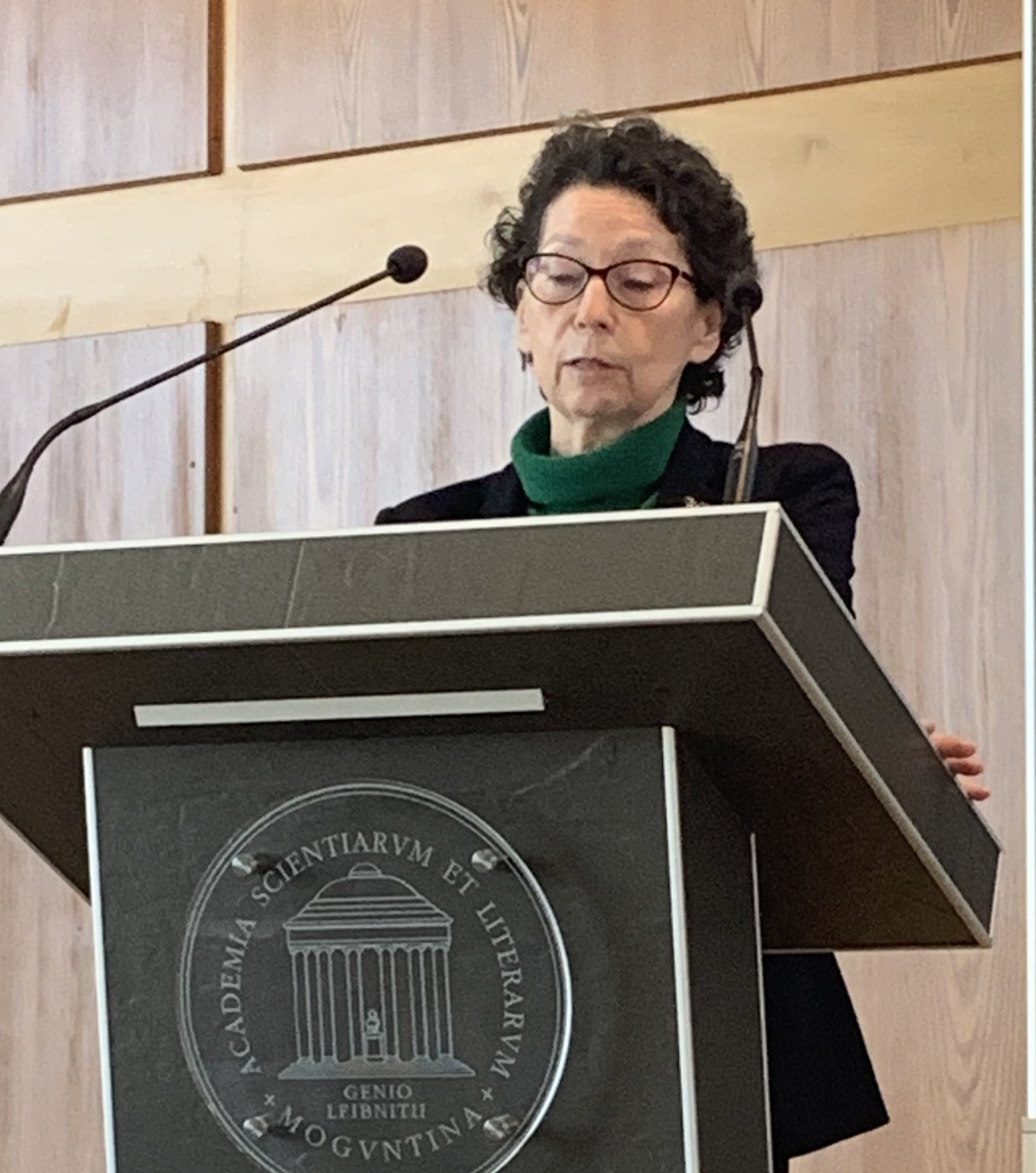
Siegrid Westphal, 2024

Siegrid Westphal (* 21. April 1963 in Celle) ist eine deutsche Historikerin und seit 2004 Professorin für die Geschichte der Frühen Neuzeit an der Universität Osnabrück. Ihre Forschung verbindet Geschlechter- mit Institutionengeschichte.

## Leben
Siegrid Westphal studierte von 1982 bis 1989 Evangelische Theologie, Neuere Geschichte, Mittelalterliche Geschichte und Kunstgeschichte an der Universität Mainz und der Universität der Bundeswehr München, wo sie 1992 promoviert wurde. Von 1991 bis 1994 war sie wissenschaftliche Hilfskraft am Institut für internationale Politik der Universität der Bundeswehr Hamburg. Anschließend war sie am Historischen Institut der Universität Jena tätig, erreichte dort 2001 die Habilitation und wurde zur Oberassistentin ernannt.
Im Wintersemester 2003/2004 vertrat Westphal die Professur für Geschichte der Frühen Neuzeit an der Universität Hamburg. 2004 wurde sie zur Professorin für Geschichte der Frühen Neuzeit an der Universität Osnabrück berufen. Von 2005 bis 2008, von 2010 bis 2012 und von 2015 bis 2021 war sie Direktorin des dortigen Forschungszentrums IKFN (Institut für Kulturgeschichte der Frühen Neuzeit). Sie ist Mitglied der Vereinigung für Verfassungsgeschichte.
Siegrid Westphals Forschung verzahnt die Geschlechtergeschichte der Frühen Neuzeit mit der Untersuchung der politischen und juristischen Institutionen des Heiligen Römischen Reiches und seiner regionalen Besonderheiten. Außerdem beschäftigt sie sich mit der kulturhistorischen Friedensforschung.
Zusammen mit Hans Schulte-Nölke leitete Westphal 2021/22 das Forschungsprojekt zur wissenschaftlichen Untersuchung von Fällen des sexuellen Missbrauchs in der römisch-katholischen Diözese Osnabrück seit 1945 bis heute, das von der Diözese bei der Universität Osnabrück in Auftrag gegeben wurde, um eine unabhängige Aufarbeitung zu gewährleisten. Die im September 2022 veröffentlichten Zwischenergebnisse der Studie belasteten unter anderem den Osnabrücker Bischof Franz-Josef Bode schwer, was im Ergebnis zu dessen Amtsverzicht im März 2023 führte.

## Werke (Auswahl)
- Frau und lutherische Konfessionalisierung. Eine Untersuchung zum Fürstentum Pfalz-Neuburg, 1542–1614. Frankfurt/Main 1994.
- Kaiserliche Rechtsprechung und herrschaftliche Stabilisierung. Reichsgerichtsbarkeit in den thüringischen Territorialstaaten, 1648–1806 (= Quellen und Forschungen zur höchsten Gerichtsbarkeit im Alten Reich. Band 43). Böhlau. Köln/Weimar/Wien 2002.
- Herausgegeben zusammen mit Stephan Wendehorst: Lesebuch Altes Reich (= bibliothek altes Reich. Band 1). Oldenbourg. München 2006.
- Herausgegeben zusammen mit Inken Schmidt-Voges, Volker Arnke und Tobias Bartke: Pax perpetua. Neuere Forschungen zum Frieden in der Frühen Neuzeit (= bibliothek altes Reich. Band 8). Oldenbourg. München 2010.
- Zusammen mit Anette Baumann und Inken Schmidt-Voges: Venus und Vulcanus. Krisen einer Ehe in der Frühen Neuzeit (= bibliothek altes Reich. Band 6). Oldenbourg. München 2011.
- Herausgegeben zusammen mit Wolfgang Adam: Handbuch kultureller Zentren der Frühen Neuzeit. Städte und Residenzen im alten deutschen Sprachraum. De Gruyter. Berlin u. a. 2012.
- Der Westfälische Frieden (= C. H. Beck Wissen). Beck, München 2015.
- Herausgegeben zusammen mit Hans-Werner Hahn und Georg Schmidt: Die Welt der Ernestiner. Ein Lesebuch. Böhlau. Köln/Weimar/Wien 2016.
- Herausgegeben zusammen mit Irene Dingel, Michael Rohrschneider, Inken Schmidt-Voges und Joachim Whaley: Handbuch Frieden im Europa der Frühen Neuzeit. Handbook of Peace in Early Modern Europe. Bearbeitet von Volker Arnke. De Gruyter Oldenbourg. Berlin/Boston 2021.